# Кинхин
Кинхин (経行; японски: кинхин или киогио, китайски: жинксин) в дзен будизма е вървяща медитация, която се практикува между дългите периоди на седяща медитация позната като дзадзен.
Практикуващите вървят в посока на часовниковата стрелка в стаята, докато си държат ръцете в шашу (едната ръка свита на юмрук, докато другата е хванала свитата или покрива юмрука). По време на вървящата медитация всяка стъпка се прави синхронно с дишването, като самото вървене би могло да бъде по-бързо или по-бавно. Началото на кинхин се обявява чрез двукратно удряне на камбана (кинхиншо). Края на кинхин се обявява чрез еднократно удряне на камбана (чукайшо).
В китайския дзен вървящата медитация се прави с дървена риба, чийто ритъм се следи. Всеки удар на дървената риба е стъпка.
Думата кинхин (経行) е образувана от йероглифа 経 (означаващ класически работи или религиозни учения) и 行 (означаващ „вървя“). Така 経行 ако е взето буквалното значение означава „вървене на религиозното учение“ или по-добре преведено като медитативно вървене или вървяща медитация. Понятието погрешно бива превеждано от някой западни автори като „вървя напред“.